# Avinguda de Ferran el Catòlic
L'avinguda de Ferran el Catòlic és una via urbana de València. Està situada entre l'avinguda de Ramón y Cajal i el passeig de la Petxina. Fita amb els carrers d'Àngel Guimerà i de Quart. L'avinguda rep el nom del rei de València Ferran el Catòlic. L'avinguda té dues parades de metro la primera, Túria, a la fita amb Petxina, i la segona, Àngel Guimerà a la fita amb el carrer homònim.